# Condado de Heard
El condado de Heard (en inglés, Heard County) es un condado del estado de Georgia, Estados Unidos. Tiene una población estimada, a mediados de 2021, de 11 565 habitantes.
La sede del condado es Franklin.
Forma parte del área metropolitana de Atlanta. 

## Historia
El condado fue creado por ley del Parlamento de Georgia de 22 de diciembre de 1830. Para su creación se tomaron unos 780 km² de los condados de Carroll, Coweta y Troup.
El nombre es en homenaje a Stephen Heard, quien fue elegido Presidente del Concejo el 18 de febrero de 1871 y así, en ausencia del Gobernador Howley, se transformó en Gobernador de facto. Heard se mudó al condado de Wilkes desde Virginia y peleó en la Guerra de Independencia de los Estados Unidos, donde se distinguió en la batalla de Kettle Creek. El primer sheriff, Jonathan Mewsick, fue designado en 1832.

## Geografía
Según la Oficina del Censo, el condado tiene un área total de 780 km², de la cual 767 km² son tierra y 13 km² son agua.
La mayoría del condado de Heard está ubicada en la subcuenca Middle Chattahoochee River-Harding Lake (en la cuenca de los ríos Apalachicola, Chattahoochee y Flint) con una pequeña esquina noroeste del condado, al oeste de Ephesus, ubicada en la subcuenca Upper Tallapoosa River (en la cuenca de los ríos Coosa y Tallapoosa).

### Condados adyacentes
- Condado de Carroll (norte)
- Condado de Coweta (este)
- Condado de Troup (sur)
- Condado de Randolph (Alabama) (oeste)

## Demografía

### Censo de 2000
Según el censo de 2000, los ingresos medios de los hogares del condado eran de $33 038 y los ingresos medios de las familias eran de $39 306. Los hombres tenían ingresos medios por $31 900 frente a los $22 492 que percibían las mujeres. Los ingresos per cápita para el condado eran de $15 132. Alrededor del 13.60% de la población estaba por debajo del umbral de pobreza.

### Censo de 2010
Según el censo de 2010, había 11.834 personas, 4.400 hogares y 3.157 familias en el condado. La densidad de población era de 15,4 personas por km² (40,0/mi²). Había 5.148 viviendas, lo que significaba una densidad de 6,7 por km² (17,4/mi²).
Entre las categorías raciales, el 86,9 % eran blancos, 9,8 % negros o afroamericanos, 0,5 % asiáticos, 0,3 % amerindios, 0,8 % de otras razas y 1,7 % de una mezcla de razas. Hispanos o latinos de cualquier raza eran el 1,7 % de la población.
Había 4.400 hogares, de los cuales el 36,2 % tenían niños menores de 18 años que vivían en ellos, 52,5 % eran parejas casadas viviendo juntos, 13,6 % eran llevados por una mujer sin esposo presente y 28,8 % no eran familias.
En el condado la composición por edad era del 5,6 % menores de 5 años, 22,7 % menores de 18 años y 17,5 % mayores de 65 años. La media de edad era de 39,1 años. El 50,2 % de la población eran mujeres.
Los ingresos medios de los hogares eran de $42.685 y los ingresos medios de las familias eran de $47.591. Los hombres tenían ingresos medios por $41.185 frente a los $31.507 $ que percibían las mujeres. Los ingresos per cápita en el condado eran de $18.077. Casi el 16,7 % de las familias y el 19,8 % de la población estaban por debajo del umbral de pobreza, incluyendo el 32,6 % de los menores de 18 años y el 16,4 % de los mayores de 65.

### Censo de 2020
Según el censo de 2020, en ese momento el condado tenía 11 412 habitantes, 4278 hogares y 2318 familias. La densidad de población era de 15 hab./km². Había 4742 viviendas, lo que implica una densidad de 6.2 por km².
La composición racial era la siguiente:
| Raza                   | Núm. | Porc.  |
| ---------------------- | ---- | ------ |
| Blancos                | 9672 | 84.75% |
| Afroamericanos         | 942  | 8.25%  |
| Amerindios             | 33   | 0.29%  |
| Asiáticos              | 53   | 0.46%  |
| Isleños del Pacífico   | 6    | 0.05%  |
| Otras razas            | 104  | 0.91%  |
| De una mezcla de razas | 602  | 5.28%  |

Del total de la población, el 2.22% eran hispanos o latinos de cualquier raza.

## Transporte

### Principales carreteras
- U.S. Route 27
- Ruta Estatal de Georgia 1
- Ruta Estatal de Georgia 34
- Ruta Estatal de Georgia 100
- Ruta Estatal de Georgia 219

### Aeropuertos privados
- Answered Prayer Airport - 1GE3
- Gum Creek Airport - 8GA1
- Panacea Airport - 5GA7
- Sunset Strip Airport - 7GE5[cita requerida]

## Localidades
- Centralhatchee
- Corinth (parcialmente en el condado)
- Ephesus
- Franklin
- Glenn
- Texas